# Karel Pérez
Karel Pérez Mendoza (Santiago di Cuba, 25 agosto 2005) è un calciatore cubano, difensore dell'Alajuelense e della nazionale cubana.

## Caratteristiche tecniche
È un terzino sinistro.

## Carriera

### Club
Ha iniziato a giocare a calcio nel Santiago de Cuba per poi nel passare nel 2024 all'Alajuelense, club della prima divisione del Costa Rica, che lo ha assegnato alla propria formazione Under-20. Il 6 febbraio 2025 è stato ceduto in prestito con diritto di riscatto al Gil Vicente, club della prima divisione portoghese.

### Nazionale
Ha giocato con la nazionale cubana Under-20, di cui è stato capitano.
Il 15 ottobre 2023 ha debuttato con la nazionale maggiore, nell'incontro di CONCACAF Nations League perso 4-0 contro l'Honduras.

## Statistiche

### Cronologia presenze e reti in nazionale
| Cronologia completa delle presenze e delle reti in nazionale ― Cuba | Cronologia completa delle presenze e delle reti in nazionale ― Cuba | Cronologia completa delle presenze e delle reti in nazionale ― Cuba | Cronologia completa delle presenze e delle reti in nazionale ― Cuba | Cronologia completa delle presenze e delle reti in nazionale ― Cuba | Cronologia completa delle presenze e delle reti in nazionale ― Cuba | Cronologia completa delle presenze e delle reti in nazionale ― Cuba | Cronologia completa delle presenze e delle reti in nazionale ― Cuba |
| Data                                                                | Città                                                               | In casa                                                             | Risultato                                                           | Ospiti                                                              | Competizione                                                        | Reti                                                                | Note                                                                |
| ------------------------------------------------------------------- | ------------------------------------------------------------------- | ------------------------------------------------------------------- | ------------------------------------------------------------------- | ------------------------------------------------------------------- | ------------------------------------------------------------------- | ------------------------------------------------------------------- | ------------------------------------------------------------------- |
| 15-10-2023                                                          | Tegucigalpa                                                         | Honduras                                                            | 4 – 0                                                               | Cuba                                                                | CONCACAF Nations League 2023-2024 - 1° turno                        | -                                                                   | 76’                                                                 |
| 26-3-2024                                                           | Managua                                                             | Nicaragua                                                           | 0 – 1                                                               | Cuba                                                                | Amichevole                                                          | -                                                                   | 87’                                                                 |
| 6-6-2024                                                            | Tegucigalpa                                                         | Honduras                                                            | 3 – 1                                                               | Cuba                                                                | Qual. Mondiali 2026                                                 | -                                                                   | 46’                                                                 |
| 6-9-2024                                                            | Kingston                                                            | Giamaica                                                            | 0 – 0                                                               | Cuba                                                                | CONCACAF Nations League 2024-2025 - 1° turno                        | -                                                                   |                                                                     |
| 10-9-2024                                                           | Santiago di Cuba                                                    | Cuba                                                                | 1 – 1                                                               | Nicaragua                                                           | CONCACAF Nations League 2024-2025 - 1° turno                        | -                                                                   | 35’                                                                 |
| 10-10-2024                                                          | Santiago di Cuba                                                    | Cuba                                                                | 2 – 2                                                               | Trinidad e Tobago                                                   | CONCACAF Nations League 2024-2025 - 1° turno                        | -                                                                   | 46’                                                                 |
| 14-10-2024                                                          | Bacolet                                                             | Trinidad e Tobago                                                   | 3 – 1                                                               | Cuba                                                                | CONCACAF Nations League 2024-2025 - 1° turno                        | -                                                                   | 34’, 70’                                                            |
| 18-11-2024                                                          | Santiago di Cuba                                                    | Cuba                                                                | 4 – 0                                                               | Saint Kitts e Nevis                                                 | CONCACAF Nations League 2024-2025 - 1° turno                        | -                                                                   |                                                                     |
| 21-3-2025                                                           | Santiago di Cuba                                                    | Cuba                                                                | 1 – 2                                                               | Trinidad e Tobago                                                   | Qual. Gold Cup 2025                                                 | -                                                                   | 73’                                                                 |
| 25-3-2025                                                           | Couva                                                               | Trinidad e Tobago                                                   | 4 – 0                                                               | Cuba                                                                | Qual. Gold Cup 2025                                                 | -                                                                   |                                                                     |
| 6-6-2025                                                            | St. John's                                                          | Antigua e Barbuda                                                   | 0 – 1                                                               | Cuba                                                                | Qual. Mondiali 2026                                                 | -                                                                   |                                                                     |
| 10-6-2025                                                           | Santiago di Cuba                                                    | Cuba                                                                | 1 – 2                                                               | Bermuda                                                             | Qual. Mondiali 2026                                                 | -                                                                   |                                                                     |
| Totale                                                              |                                                                     | Presenze                                                            | 12                                                                  |                                                                     | Reti                                                                | 0                                                                   |                                                                     |